# Andrea D'Angelo
Andrea D'Angelo (Trieste, 16 gennaio 1972) è uno scrittore italiano di narrativa fantasy.
Ha pubblicato sei romanzi per l'Editrice Nord: una trilogia, appartenente alla saga chiamata "La Triade", che conclude il Primo Ciclo Minore, e un romanzo singolo, a carattere psicologico, La Rocca dei Silenzi, seguito nel 2022 da due altri libri della saga poi nominata "I Silenzi". Nel 2004 è stato finalista al Premio Italia con il romanzo La Fortezza, e nel 2006 con La Rocca dei Silenzi.
Ha tenuto una rubrica sulla scrittura fantasy su Fantasy Magazine, intitolata "Un nuovo mondo, leggibile on-line.

## Opere
Trilogia delle Sette Gemme dell'Equilibrio
- Le sette gemme, 2002 - ISBN 88-429-1202-6
- L'arcimago Lork, 2002 - ISBN 88-429-1225-5
- La fortezza, 2003 - ISBN 88-429-1245-X

Saga "I Silenzi"
- La Rocca dei Silenzi, 2005 - ISBN 88-429-1357-X
- Il giorno dopo: Parte I e II, 2022 - ISBN  979-8351999050
- Il giorno dopo: Parte III, 2022 - ISBN 979-8352001035